# Asclepi d'Empúries
L'Asclepi d'Empúries o també Esculapi d'Empúries és una estàtua trobada al jaciment d'Empúries l'any 1909 durant les excavacions, feta en dues peces, que durant 98 anys fou exposada a la seu de Barcelona del Museu d'Arqueologia de Catalunya i va ser portada a la seu d'Empúries el març del 2008. La majoria d'experts consideren actualment que correspon a una representació de Serapis, encara que se'l conegui amb el nom popular d’Esculapi d'Empúries. No es conserva cap part del ceptre que, sens dubte, sostenia amb la mà esquerra i que només podia ser portat per un déu major (Serapis=Hades). La serp que es va trobar al mateix temple era una peça exempta que, en cap cas, no es podia enroscar a un bastó, per la qual cosa es considera una representació de l'Agatodaimon. L'estàtua és de marbre blanc, del Pentèlic la part inferior, i de Paros en el bust i els braços. Fa 2,15 m d'alçada. Se l'ha datada del darrer quart del segle ii aC. És l'obra d'art grega més important trobada fins ara als Països Catalans i una de les peces emblemàtiques de l'exposició de la seu d'Empúries del Museu d'Arqueologia de Catalunya juntament amb el mosaic del sacrifici d'Ifigenia.